# Флак (композитор)
Флак (лат. Flaccus) — римский композитор второго века до нашей эры. Сведения о нём, дошедшие до нашего времени, скудны. Был вольноотпущенником либо рабом одного из меценатов Теренция и писал партитуры для его комедий (сочинение и исполнение музыки считалось занятием, недостойным свободного гражданина). Теренций упоминает его во вступлениях ко всем своим комедиям.
Флак является единственным древнеримским композитором, музыка которого дошла до наших дней. Музыкальную фразу, сопровождавшую одну из строчек из пьесы Теренция Свекровь, скопировал (найдя её в манускрипте десятого века) итальянский композитор Арканджело Корелли. Впрочем, по утверждению музыковеда Томаса Дж. Матьесена, фраза эта более не считается аутентичной.